# Радугін Олександр Львович
Олександр Львович Радугін (23 серпня 1956, місто Москва, тепер Російська Федерація) — радянський діяч, складальник годинників Першого московського годинникового заводу імені Кірова. Член Центральної контрольної комісії КПРС та член Президії і Бюро Президії ЦКК КПРС у 1990—1991 роках.

## Життєпис
Народився в родині інженера. У 1973 році закінчив технічне училище № 15 міста Москви.
У 1973—1986 роках — складальник годинників Другого московського годинникового заводу.
У 1980 році закінчив середню вечірню школу робітничої молоді міста Москви.
Член КПРС з 1980 року.
У 1986—1987 роках — слюсар-складальник Спеціального конструкторського бюро годинникових механізмів у Москві.
З 1987 року — складальник годинників Першого московського годинникового заводу імені Кірова.
10 жовтня 1990 — серпень 1991 року — член Бюро Президії Центральної контрольної комісії КПРС.
У 1991 році — секретар партійної організації складального виробництва Першого московського годинникового заводу імені Кірова.
У 1990-х роках — голова Товариства з обмеженою відповідальністю «ОГРЕМ» у Москві. Подальша доля невідома.